# Moon River
Moon River – utwór autorstwa Henry’ego Manciniego i Johnny’ego Mercera, nagrany przez Audrey Hepburn w 1961 na potrzeby ścieżki dźwiękowej do filmu Śniadanie u Tiffany’ego.
Utwór zapewnił twórcom Oscara za najlepszą piosenkę oryginalną oraz dwie Nagrody Grammy: za nagranie roku i piosenkę roku.
Również w 1961 własne wersje utworu wydali na singlu Jerry Butler i Danny Williams. W kolejnych latach własne interpretacje piosenki zarejestrował szereg wykonawców, w tym m.in. Andy Williams, Aretha Franklin, Louis Armstrong, Joey McIntyre, Elton John, Morrissey, The Killers, Jennifer Love Hewitt, Westlife, Chevy Chase czy R.E.M..
W 1999 utwór w aranżacji Henry’ego Manciniego został umieszczony na Grammy Hall of Fame. W 2018 na listę trafiła piosenka w wersji Andy’ego Williamsa.